# Moror
Moror es una localidad española del municipio leridano de Sant Esteve de la Sarga, en la comunidad autónoma de Cataluña.

## Historia
Hacia mediados del siglo XIX, el lugar, por entonces con ayuntamiento propio, tenía contabilizada una población de 130 habitantes. La localidad aparece descrita en el decimoprimer volumen del Diccionario geográfico-estadístico-histórico de España y sus posesiones de Ultramar de Pascual Madoz de la siguiente manera:

MORO: l. con ayunt. en la prov. de Lérida (16 horas), part. jud. de Tremp (4), aud. terr. y c. g. de Cataluña (Barcelona 42), dióc. de Seo de Urgel, y pabordato de Mur (2). sit. en la vertiente oriental de una colina, en posicion bastante ventilada, con clima frio. Se compone de 32 casas, de las que solo 30 están reunidas, todas de un solo piso y mala construccion; en la parte superior del pueblo hay una plaza, á cuyo alrededor se ven 2 torreones, restos de una fortificacion muy ant.; la igl. parr. (San Miguel), comprende los anejos de Alsina, Astor y Beniure; siendo su curato de primer ascenso, y servido por un cura denominado rector, de provision real á propuesta del diocesano; dentro del mismo pueblo está tambien el cementerio, y á la parte inferior del mismo, 100 pasos al E., se encuentra una fuente con lavadero y abrevadero, de cuya agua se provee el vecindario. El térm. confina por N. con los de Alsina, Estorm y Mur; E. el de Guardia; S. el de Ager (part. de Balaguer), y O. con el mismo de Alsina. Comprende en su iurisuicion 2 alq. denominadas Masia del Moro y del Morillo. El terreno es montuoso, áspero y quebrado; no tiene regadío, y en la vertiente N. del Montsech hay un bosque con muchos robles y encinas, cuya leña y carbon llevan los vec. á Tremp y otros pueblos del contorno. caminos: los locales para los pueblos vecinos, de herradura y en mal estado. prod.: trigo, cebada, vino, aceite y lana; cria ganado lanar y caza de perdices, liebres y conejos, con algunos lobos. ind.: 2 molinos, uno de harina y otro de aceite. pobl.: 22 vec., 130 alm. riqueza imp. 20,628 rs. contr.: el 14'28 por 100 de esta riqueza.
(Madoz, 1848, p. 610)

Hacia la década de 1850 el municipio de Moró desapareció, al ser absorbido por el de Alsamora.

## Patrimonio
En el lugar se encuentra una iglesia bajo la advocación de San Miguel.